# Jappeloup
Jappeloup (celým jménem Jappeloup de Luze, 12. března 1975 – 5. listopadu 1991) byl francouzský sportovní kůň, se kterým Pierre Durand vyhrál olympijské zlato v jezdectví na Letních olympijských hrách 1988 v Soulu. Byl známý vynikajícími skokovými schopnostmi, kterými kompenzoval nízký vzrůst (158 cm).

## Život
Vraník valach Jappeloup pocházel ze stáje chovatele Henriho Delage. Nevynikal původem, jeho otec Tyrol II byl klusák, matka Vénérable plnokrevník, a měl se věnovat dostihům.
Navzdory původní skepsi ho jako pětiletého zakoupil francouzský parkurový jezdec Pierre Durand, který s ním začal záhy dosahovat výborných výsledků (mistr Francie 1982), které ale střídaly výpadky. Tak na Letních olympijských hrách 1984 v Los Angeles Durand s koně spadl, což znamenalo konec šancí francouzského družstva na bronzovou medaili a pro Duranda dělené 14. místo mezi jednotlivci. To ho vedlo ke změně přístupu k tréninku. Změna se dostavila a po zisku druhého titulu mistrů Francie (1986) vyhráli na mistrovství Evropy v roce 1987 před britskými jezdci Johnem Whitakerem na Miltonovi a Nickem Skeltonem na Apollo. Na olympijských hrách 1988 v Soulu pak nejprve vybojovali bronzovou medaili v soutěži družstev. Durand startoval jako poslední a bezchybnou jízdou zajistil družstvu medaili. Ve finále parkuru jednotlivců byl po prvním finálovém kole na druhém místě za Němcem Karstenem Huckem s Nepomukem, ti ale udělali chybu na předposlední překážce a zlato získala francouzská dvojice. Když pak Durand absolvoval s Jappeloupem čestné kolo pro vítěze, pověsil zlatou medaili na krk svého koně.
V roce 1990 se Durand se Jappeloupem zúčastnil prvních Světových jezdeckých her v Göteborgu, byli členy vítězného francouzského družstva, které tak získalo titul mistrů světa. Třikrát během kariéry byli rovněž na stupních vítězů ve finále světového poháru (1988, 1989 a 1990).
Na vrcholu kariéry byla jeho cena odhadovaná na 3,75 milionu franků.
Zemřel na zástavu srdce 5. listopadu 1991, tři měsíce poté, co se rozloučil na posledních závodech - na Champs de Mars v Paříži přímo pod Eiffelovou věží.

## Ohlas
V roce 1997 ho časopis L'Année Hippique v hlasování expertů označil za druhého nejlepšího skokového koně po druhé světové válce.

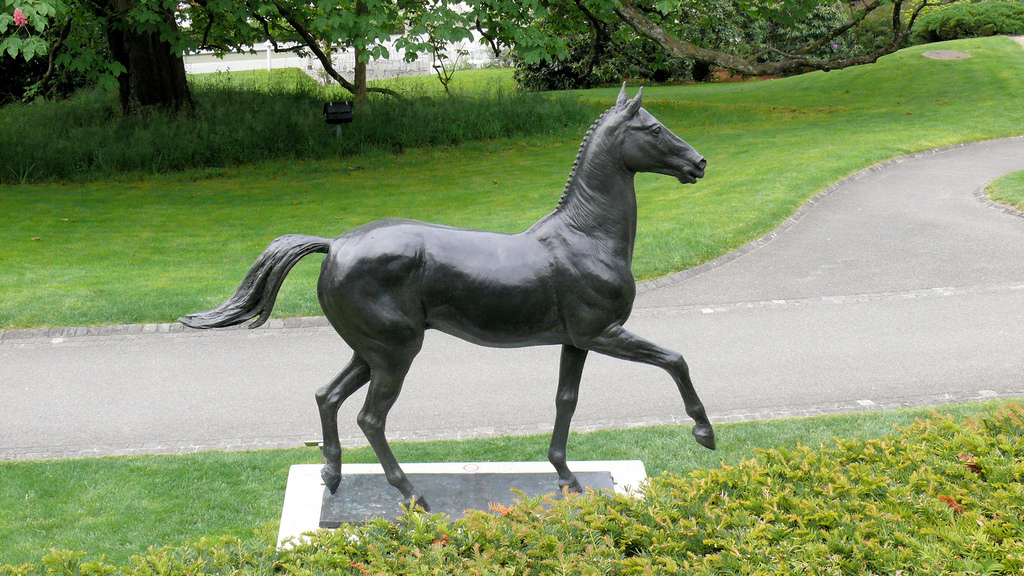
Socha Jappeloupa v parku u Olympijského muzea v Lausanne.

V říjnu 2008 byla Jappeloupovi odhalena socha v parku u Olympijského muzea v Lausanne, jejímž autorem je nizozemský sochař Gabriël Sterk. Sterk ji vytvořil již v roce 1987. V roce 2011 byla z parku odebrána a vrácena Durandovi.
Jappeloupovy a Durandovy osudy byly námětem, podle kterého režisér Christian Duguay natočil stejnojmenný celovečerní francouzsko-kanadský film Jappeloup, v němž Jappeloupovu roli hrálo deset různých koní, zejména Welcome Sympatico, Incello a Playboy.